# Myanmar
Myanmar, česky také Myanma, plným názvem Republika Myanmarský svaz, známá také jako Barma (oficiální český název do roku 1989), je země na severozápadě jihovýchodní Asie. Na severozápadě sousedí s Indií a Bangladéšem, na severovýchodě s Čínou, na východě a jihovýchodě s Laosem a Thajskem a na jihu a jihozápadě s Andamanským mořem a Bengálským zálivem. Sever, východ a západ země je hornatý, centrální a jižní část vyplňuje rozsáhlá centrální nížina. V horských částech panuje  monzunové vlhké subtropické a v nížinách tropické monzunové podnebí. Myanmar se dělí na 21 správních jednotek, na ploše 677 000 km2 žije asi 56 milionů obyvatel, což z něj činí rozlohou největší zemi v Indočíně. Hlavním městem je Neipyijto a jeho největším městem Rangún, mezi další velká města patří Mandalaj a Mawlamyine. Většina obyvatel jsou Barmánci, etnicky největšími menšinami jsou Šanové a Karenové, úředním jazykem je barmština, velká většina obyvatel se hlásí k buddhismu. 
K raným civilizacím v oblasti patřily tibetskobarmsky mluvící městské státy Pyu v Horním Myanmaru a monská království v Dolním Myanmaru. V 9. století pronikli do údolí horního toku Iravádí Barmánci a po založení Pugamské říše v 50. letech 10. století v zemi pomalu převládla barmština, barmská kultura a théravádový buddhismus. Pugamská říše padla pod nájezdy Mongolů a vzniklo několik válčících států. V 16. století se země, sjednocená taunnguskou dynastií, stala na krátkou dobu největší říší v dějinách jihovýchodní Asie. Na počátku 19. století vládla dynastie Konbaung na území, které zahrnovalo dnešní Myanmar, a krátce ovládala také Ásám, Lušajské vrchy a království Manipur. Po třech anglo-barmských válkách v 19. století převzala kontrolu nad správou Myanmaru Britská východoindická společnost a země se stala britskou kolonií. Po krátké japonské okupaci Myanmar znovu dobyli spojenci. Dne 4. ledna 1948 vyhlásil Myanmar nezávislost na základě zákona o nezávislosti Barmy z roku 1947.
Historie Myanmaru po získání nezávislosti je dodnes poznamenána přetrvávajícími nepokoji a konflikty. Státní převrat v roce 1962 vyústil ve vojenskou diktaturu pod vedením Barmské socialistické programové strany. Povstání 8888 z 8. srpna 1988 pak o dva roky později vyústilo v nominální přechod k systému více stran, ale vojenská rada po povstání odmítla předat moc a vládne zemi dodnes. Země je stále zmítána etnickými spory mezi nesčetnými etnickými skupinami a vede jednu z nejdéle trvajících občanských válek na světě. Organizace spojených národů a řada dalších organizací hlásí soustavné a systémové porušování lidských práv v zemi. V roce 2011 byla vojenská junta po všeobecných volbách v roce 2010 oficiálně rozpuštěna a byla nastolena nominálně civilní vláda. Aun Schan Su Ťij a političtí vězni byli propuštěni a v roce 2015 se v Myanmaru konaly všeobecné volby, což vedlo ke zlepšení zahraničních vztahů a zmírnění hospodářských sankcí, ačkoli zacházení země s etnickými menšinami, zejména v souvislosti s konfliktem s Rohingy, bylo nadále zdrojem mezinárodního napětí a znepokojení. Po všeobecných volbách v Myanmaru v roce 2020, v nichž strana Aun Schan Su Ťij získala jasnou většinu v parlamentu, se barmská armáda opět chopila moci v rámci státního převratu. Převrat, který byl mezinárodním společenstvím široce odsouzen, vedl k pokračujícím rozsáhlým protestům v Myanmaru a byl poznamenán násilnými politickými represemi ze strany armády, jakož i větším vypuknutím občanské války. Armáda rovněž zatkla Aun Schan Su Ťij s cílem odstranit ji z veřejného života a obvinila ji z různých trestných činů; všechna obvinění proti ní jsou podle nezávislých pozorovatelů „politicky motivovaná“.
Myanmar je unitární zastupitelská nezávislá republika pod vládou vojenské junty, hlavou státu je prezident, který je zároveň předsedou vlády a stojí v čele armády; zákonodárnou moc má dvoukomorový parlament. Ekonomicky patří k nejméně rozvinutým zemím, od převratu v roce 2021 potýká s ekonomickou krizí, dlouhodobě trpí nestabilitou, frakčním násilím, korupcí a špatnou infrastrukturou. Země je však velmi bohatá na přírodní zdroje, jako je nefrit, drahokamy, ropa, zemní plyn, teakové dřevo a další nerostné suroviny, je druhým největším producentem opia. V indexu lidského rozvoje zaujímá 150. místo. Rozdíly v příjmech patří v Myanmaru k největším na světě, protože velkou část ekonomiky ovládají lidé spříznění s vojenskou juntou. Miliony lidí nutně potřebují humanitární pomoc, ke konci roku 2024 se považuje více než 1,3 milionu lidí za uprchlíky a žadatele o azyl a 3,5 milionu za vnitřně vysídlené osoby. Myanmar je členem Východoasijského summitu, Hnutí nezúčastněných zemí, Sdružení národů jihovýchodní Asie a  Iniciativy Bengálského zálivu pro víceodvětvovou technickou a hospodářskou spolupráci, ale není členem Společenství národů, přestože byl kdysi součástí Britského impéria. Je také partnerem Šanghajské organizace pro spolupráci.

## Historie

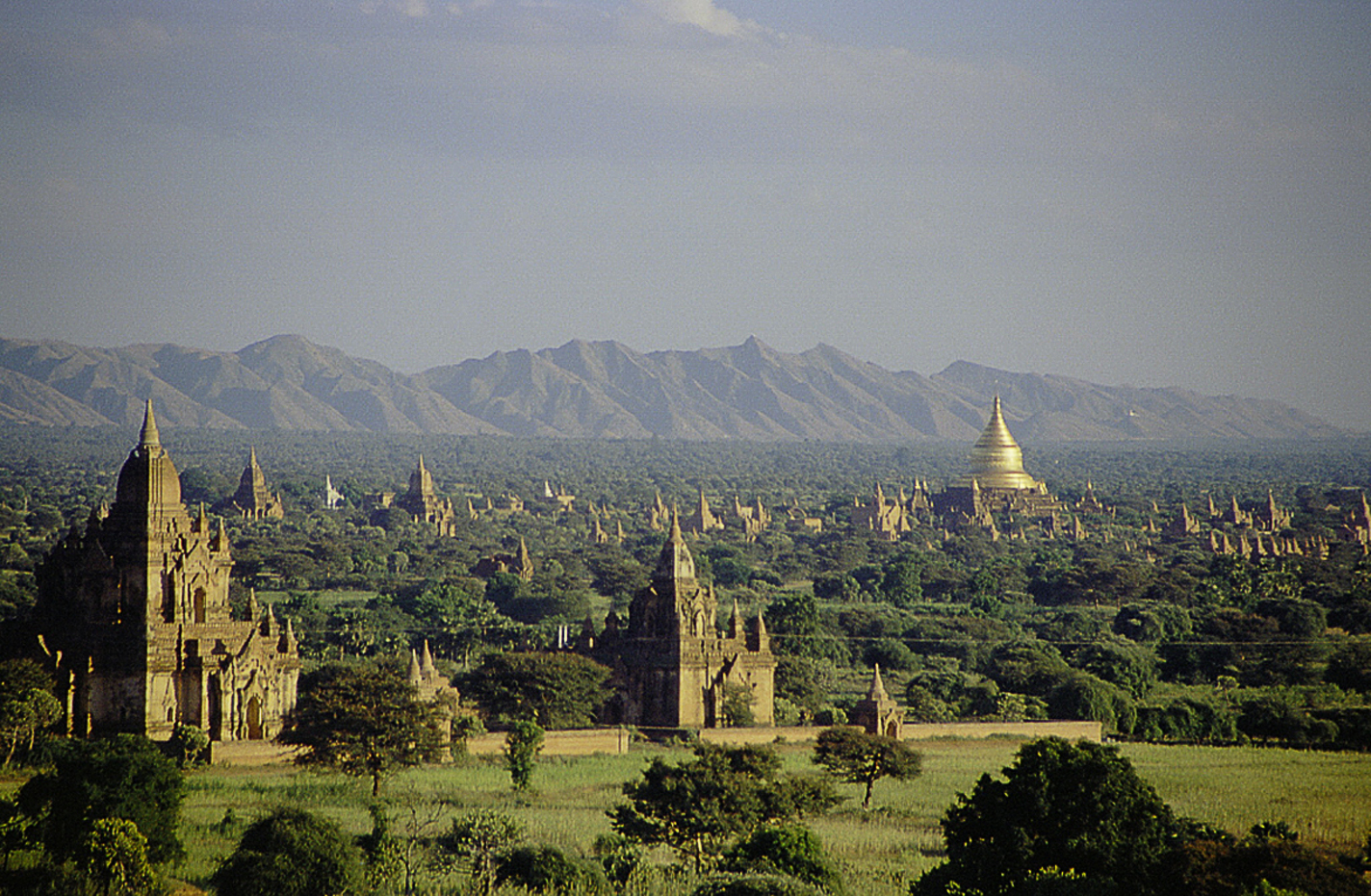
Pagody a chrámy v dnešním Pagan (Bagan), hlavním městě paganského království (království Pugam)

Britské jednotky pálí z minometu, červenec 1944.

Prvním barmským státem bylo království Pugam (11.–13. století), které se rozkládalo na většině území dnešního Myanmaru a nakonec podlehlo vpádům Mongolů. Před Pugamským královstvím na území Myanmaru existovalo několik různých civilizací a kultur (např. městské státy Pyu a království Mon). Země byla znovu sjednocena až v 17. století. Po řadu staletí spolu jednotlivé etnické skupiny sváděly boje o moc a nadvládu. Barmánci získali převahu až v polovině 18. století. Během následující vlády barmských králů získal Myanmar své stávající hranice.

### Britská Barma (1824–1948)
Roku 1824 přerostlo napětí na hranicích královské Barmy a Britské Indie v první britsko-barmskou válku. Další válka propukla v letech 1852–1853 a k poslední válce pak došlo roku 1885. V průběhu těchto tří britsko-barmských válek se postupně celé území Barmy dostalo pod britskou kontrolu, a tím skončilo období vlády barmských králů. Roku 1866 byla Barma připojena jako provincie k Britské Indii. V roce 1937 se Barma stala britskou korunní kolonií.
Britská správa výrazně změnila charakter Barmy. Přinesla rozvoj průmyslu a infrastruktury a rozšíření těžby nerostných surovin i zemědělské produkce. Do Barmy začaly pronikat zahraniční kulturní prvky a křesťanství. Do země přicházelo také mnoho imigrantů z jiných oblastí britské říše. Britskou nadvládu v zemi od počátku provázely hlasy řady obyvatel po nezávislosti Barmy a toto protikoloniální úsilí postupem času dále sílilo. Roku 1939 byla založena Komunistická strana Barmy.
Za druhé světové války (1942–1945) byla Barma okupována Japonskem. Na konci roku 1941 zahájilo Japonsko svou invazi v Barmě. Do boje se na straně japonské armády zapojily také dobrovolnické jednotky Barmánců, kteří japonský vpád vnímali jako příležitost k ukončení britské koloniální nadvlády. Do poloviny roku 1942 japonské vojsko obsadilo celé území Barmy a zavedlo zde vojenskou správu. Dne 1. srpna 1943 Barma získala formální nezávislost, ale vliv v zemi si i nadále udrželo japonské velení. V důsledku pokračující okupace se v Barmě začalo rozvíjet protijaponské odbojové hnutí a přední barmští političtí představitelé se přiklonili na stranu spojenců. V průběhu roku 1944 byla založena odbojová fronta Liga proti fašismu a za svobodu lidu (též jen Liga). Na konci roku 1944 zahájila spojenecká vojska ofenzivu podporovanou místním obyvatelstvem a postupně vytlačila japonské jednotky z Barmy. V Barmě byla obnovena britská správa a země se tak znovu stala součástí britského impéria.

### Nezávislost (1948–1962)

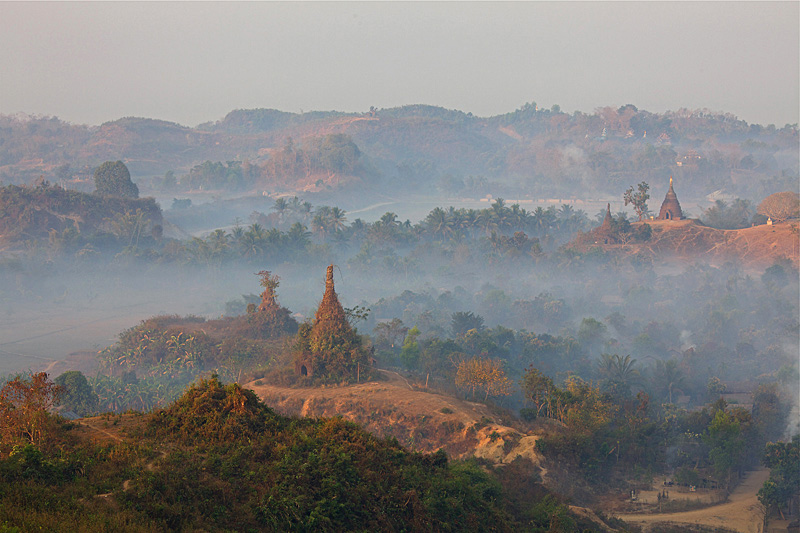
Chrámy v Mrauk U

Zpočátku nebyla koloniální správa ochotna přenechat barmským politikům podíl na vládě. Do čela boje za nezávislost se postavila Liga, která měla podporu velké části obyvatel Barmy. Liga vedená Aun Schanem začala jednat s vládou Velké Británie o širším zastoupení barmských politiků ve správě země. Postupně se Lize podařilo vyjednat vznik většinové barmské vlády a vyhlášení voleb do ústavodárného shromáždění, ve kterých také Liga s výraznou většinou zvítězila. V červenci roku 1947 byl Aun Schan zastřelen. Nedlouho poté bylo úsilí o získání samostatnosti završeno oficiální dohodou s vládou Velké Británie. Barmská nezávislost byla vyhlášena 4. ledna 1948. Země nesla nový oficiální název Barmský svaz (v letech 1974–1989 s přívlastkem Socialistická republika Barmský svaz).
Krátce poté, co Barma získala nezávislost, se prudce zhoršily vztahy mezi vedením Ligy, kterou po smrti Aun Schana vedl U Nu, a komunistickou stranou. Komunistická strana přistoupila na násilnou cestu k převzetí moci a zahájila proti barmské vládě ozbrojený odpor. Do nastalého konfliktu se záhy zapojily také některé ozbrojené organizace etnických menšin, které usilovaly o větší míru samosprávy. Země se tak ponořila do vleklé občanské války, která se po počátečních letech nejprudších bojů přesunula do pohraničních oblastí. Zde pak probíhala po několik dalších desetiletí. Na důležitosti tak nabyla barmská armáda, která se stala nezbytnou pro zachování autority vlády.
Liga si i nadále udržela pozici nejsilnější strany v zemi. Navzdory pokračující občanské válce Liga neztratila podporu barmských obyvatel a zvítězila v řadě parlamentních voleb za sebou. Názorové spory se časem objevily také uvnitř samotné Ligy, která se rozštěpila na několik proudů. Rozkol v Lize vyústil ve vyostření vztahů s velením armády, které se obávalo ztráty stability v zemi. Napětí vyvrcholilo roku 1958, kdy armádní velení převzalo vládu v zemi. Do čela se dostal generál Nei Win, jehož vláda měla obnovit pořádek v zemi a připravit konání nových parlamentních voleb. V následujících volbách, které se konaly roku 1960, vyhrála jedna ze stran vzniknuvších rozpadem Ligy. V čele této strany stál U Nu. Ani po volbách ale nedošlo k výraznějšímu obratu v občanské válce ani posílení stability vlády.

### Vojenská vláda (1962–2011)

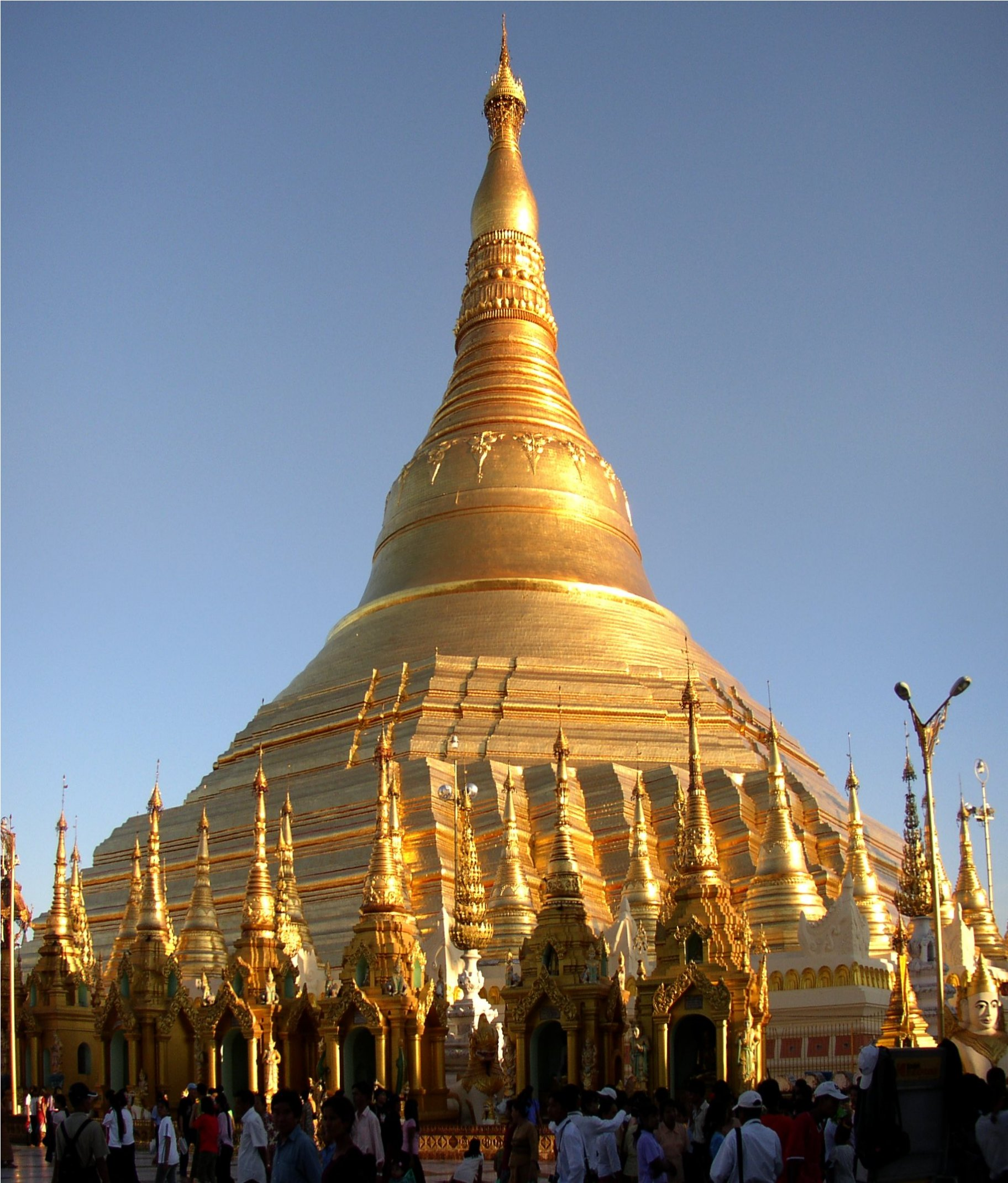
Šweitigoumská pagoda

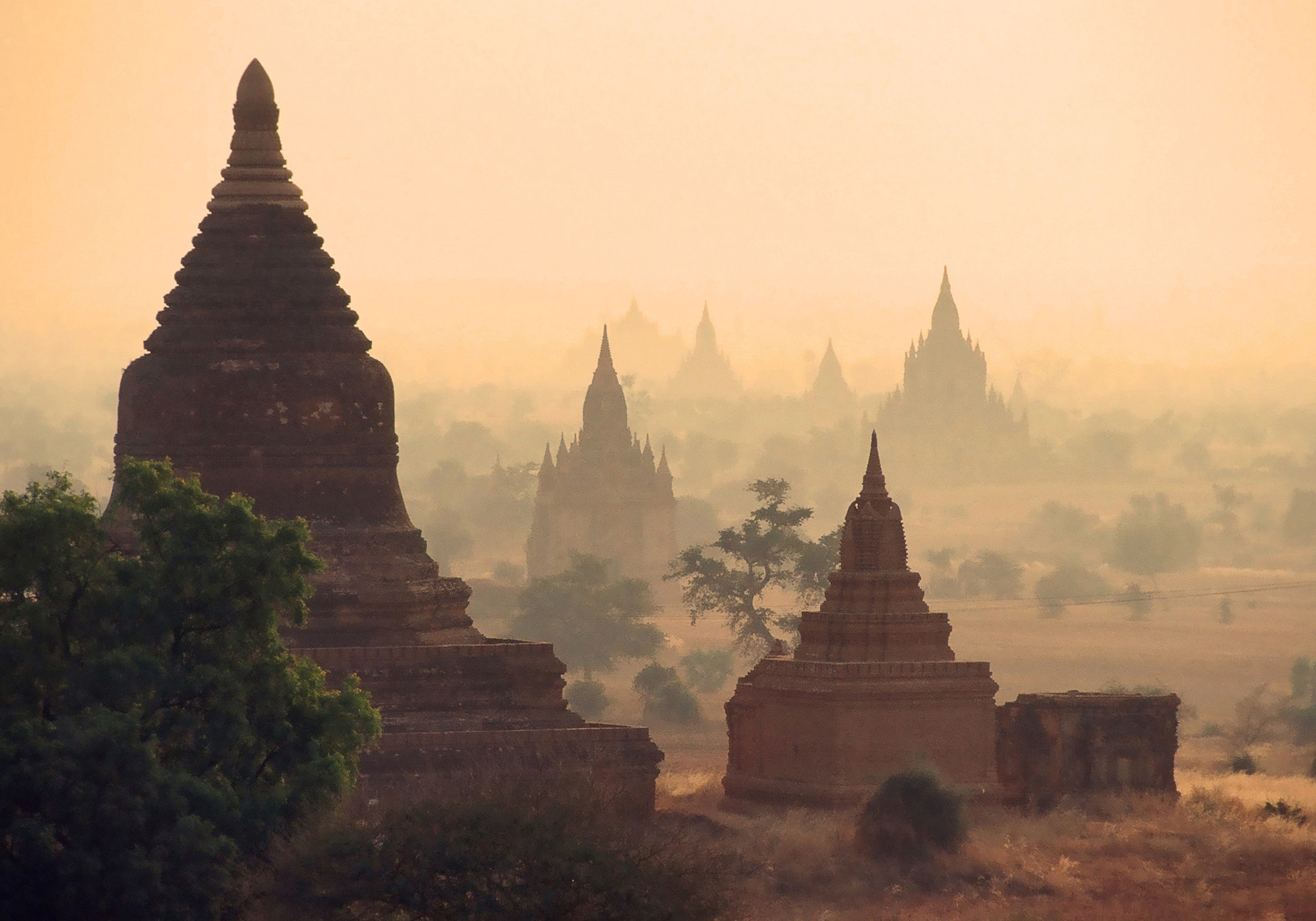
Bagan

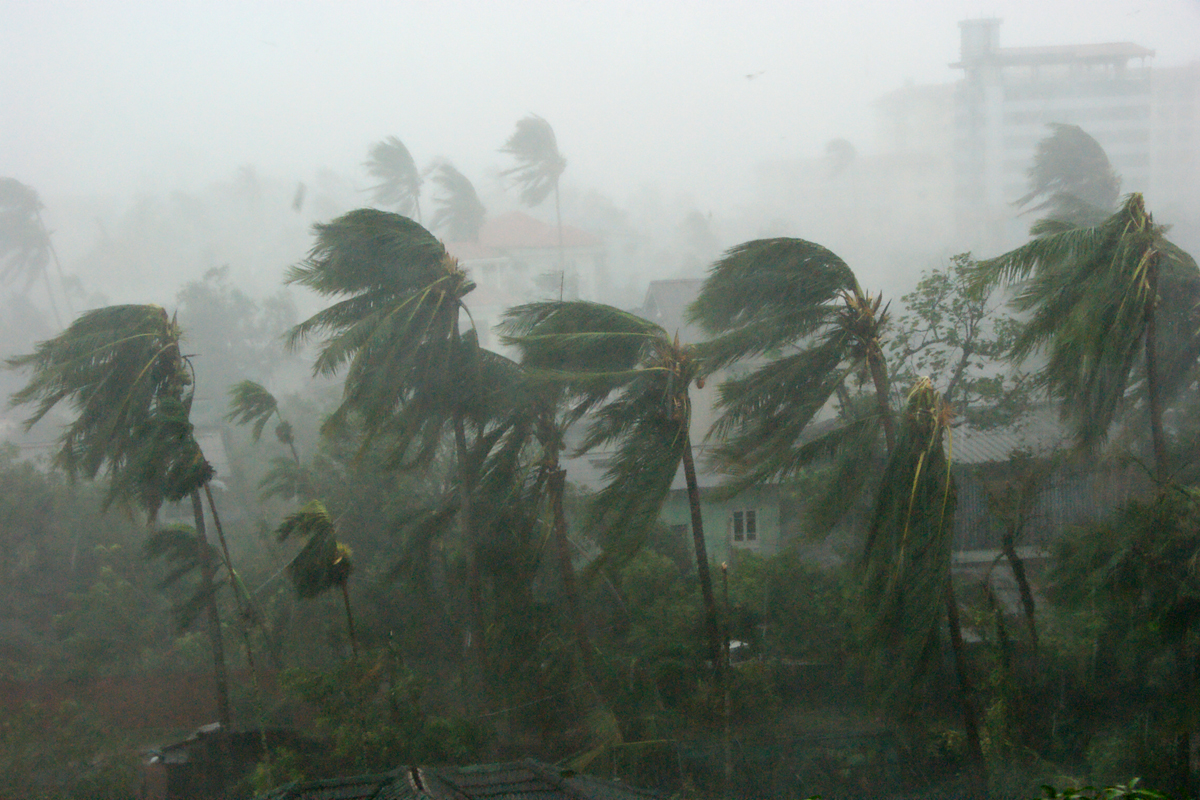
Cyklón Nargis, 2.–3. května 2008 zničil jih Barmy

Roku 1962 došlo k opětovnému vojenskému převratu. Vládu v zemi uchopila Revoluční rada, vedená Nei Winem, který se postavil do čela země. Byla zrušena platnost ústavy a rozpuštěn parlament i vláda a veškerou zákonodárnou moc i výkonnou moc převzala Revoluční rada, složená z armádních velitelů. Revoluční rada vyhlásila program Barmské cesty k socialismu, zrušila stávající administrativní rozdělení země a pozměnila i celý aparát státní správy, v němž začala nově působit řada příslušníků ozbrojených sil. Revoluční rada zahájila rozhovory se zástupci protivládních sil. Jednání ale nepřinesla žádný výsledek a občanská válka tak byla opět obnovena. Zpočátku vedla Revoluční rada jednání o spolupráci také s dalšími politickými stranami, které ale nabízenou účast odmítly. Posléze si Revoluční rada založila vlastní Stranu barmského socialistického programu, která se po zákazu činnosti všech politických stran stala jedinou povolenou politickou stranou v zemi. Čím dál častěji zaznívala otevřená kritika vojenské vlády. Revoluční rada reagovala rozsáhlým zatýkáním studentů, opozičních politiků, novinářů i spisovatelů. V celé zemi byla zavedena cenzura. Revoluční rada upevňovala centralizovanou státní správu a posilovala svou kontrolu nad oblastmi etnických menšin.
Roku 1974 vstoupila v Barmě v platnost nová ústava. Dle této ústavy byla země nově přejmenována na Socialistickou republiku Barmský svaz. Ústava potvrdila existenci jen jediné politické strany v zemi – vládní Strany barmského socialistického programu. Území Barmy bylo administrativně rozděleno do čtrnácti správních celků – sedmi oblastí a sedmi států. V oblastech i státech byl zaveden obdobný správní aparát plně podřízený vládě Barmského svazu. Státy na území hlavních etnických menšin (Kačjinský, Šanský, Čjinský, Rakhinský, Karenský, Kajaský a Monský) byly částečně mimo vládní kontrolu, protože okrajová území Barmy ovládaly povstalecké skupiny etnických menšin bojující s centrální vládou a rovněž producenti opia v oblasti tzv. Zlatého trojúhelníku.
Roku 1988 vyvrcholila nespokojenost barmských obyvatel s vojenskou vládou a situací v zemi. V létě roku 1988 zemi zachvátily mohutné demonstrace. Lidé vyšli do ulic a požadovali odstoupení režimu, který uvrhl zemi do bídy. Proti demonstracím byly nasazeny jednotky barmské policie a armády, jejichž tvrdé zásahy si vyžádaly přes 3000 obětí. Generál Nei Win odstoupil ze své funkce, ale i poté protesty pokračovaly. Na popularitě nabývala především Aun Schan Su Ťij, která se po letech vrátila do Barmy, aby se starala o nemocnou matku. Náhle v zemi došlo k vojenskému převratu a vládu v zemi uchopila nová vojenská junta.
Junta přislíbila konání voleb do zákonodárného shromáždění a povolila zakládání nových politických stran. Aun Schan Su Ťij spolu s dalšími představiteli opozičního hnutí založila stranu Národní liga pro demokracii. Nedlouho poté ale byla Aun Schan Su Ťij internována v domácím vězení. Junta také změnila oficiální název státu na Myanmarský svaz. Myanmar je česká transkripce jména země v barmštině. Volby se konaly roku 1990 a jejich jednoznačným vítězem se stala Národní liga pro demokracii. Následná reakce junty byla překvapující – junta odmítla uznat výsledky voleb a předat vládu do rukou zvolených zástupců. Roku 1991 byla Aun Schan Su Ťij udělena Nobelova cena za mír. Aun Schan Su Ťij strávila v domácím vězení většinu z posledních dvaceti let.
Roku 2007 vypukly v Barmě lidové protesty, jejichž bezprostřední příčinou bylo skokové zvýšení cen pohonných hmot. Lidé vyšli do ulic a posléze se do protestů zapojili také buddhističtí mniši. Právě podle šafránové barvy oděvů buddhistických mnichů získaly tyto demonstrace označení šafránová revoluce. Po tvrdém zásahu jednotek barmské policie a armády byly protesty potlačeny.
V květnu 2008 zasáhl a zdevastoval deltu řeky Iravádí cyklón Nargis, který si vyžádal více než 100 tisíc obětí a připravil přes milion lidí o domov. Junta zpočátku bránila vstupu zahraničních humanitárních pracovníků do země a blokovala distribuci materiální humanitární pomoci. České humanitární organizace (Člověk v tísni, ADRA) na místě působily skrze své lokální partnery.

### Demokratické reformy

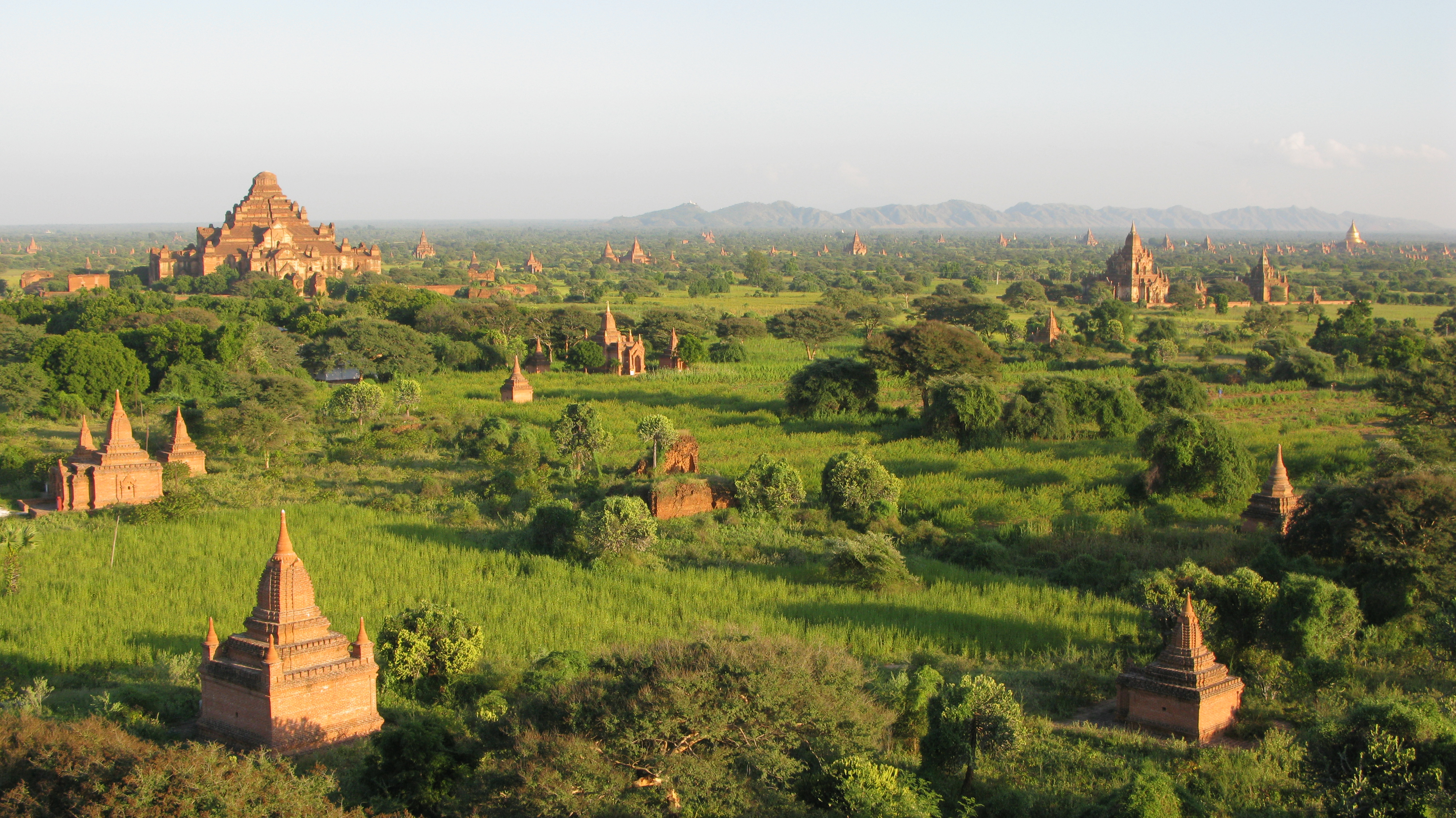
Bagan

V zemi došlo prostřednictvím voleb k formální změně státního zřízení na prezidentskou republiku. Zákonodárnou moc vykonává dvoukomorový parlament, výkonná moc náleží vládě složené ze 30 ministrů. Strana svazové solidarity a rozvoje, která byla vyhlášena jednoznačným vítězem voleb, je úzce spjata s armádou a do pozadí odstupující juntou. Po volbách se svých funkcí ujalo 30 ministrů, z nichž pouze 4 nemají vojenskou minulost a rovná polovina působila i v předešlé vojenské vládě.
Novým prezidentem země byl zvolen Thein Sein, který zastával funkci premiéra v předchozí "loutkové" vládě.
Boj mezi myanmarskou armádou a ozbrojenými organizacemi Karenů pokračuje. Tyto karenské organizace (jako je např. Karenský národní svaz) dosud nepřestaly bojovat za větší míru samosprávy, případně až vyhlášení nezávislosti. Boje probíhají v odlehlých oblastech Karenského státu, hraničícího s Thajskem. Postup myanmarských vojáků proti karenským civilistům bývá nekompromisní (někdy se hovoří až o etnické čistce). Útoky myanmarské armády jsou provázeny vypalováním vesnic, znásilňováním a zabíjením civilistů.
Z důvodu velmi tvrdého potlačování politické opozice i zmíněného vojenského postupu v Karenském státě je barmská junta kritizována za systematické porušování základních lidských práv. V roce 2011 byl obnoven kačjinský konflikt a v lednu 2015 zahájila barmská armáda další ofenzivu na území Kačjinského státu. Od roku 2012 došlo k několika pogromům proti menšině muslimských Rohingyů.
Vojenská junta měla politickou podporu Číny, přesto v roce 2015 došlo k pohraničním incidentům a Myanmar obvinil Čínu z podpory čínských etnických rebelů v oblasti Kokang. Spolupracovala také s některými západními koncerny, vládami a společnostmi. Země má naleziště ropy a zemního plynu. Na těžbě se podílely americké ropné koncerny Unocal a Chevron Texaco a francouzský Total Oil. Chevron Texaco však již od roku 1997 na těžbě v zemi neparticipuje. V květnu 2007 podepsal Myanmar smlouvu s Ruskem o vybudování jaderného reaktoru a jaderného výzkumného střediska, což bylo kritizováno vládou USA. Poté, co Rusko utlumilo jadernou spolupráci, začal režim v této oblasti spolupracovat se Severní Koreou.
V zemi je zavedena cenzura internetu – přístup k němu má jen 1 % obyvatelstva, legálně lze prohlížet jen stránky z předem schváleného seznamu a všechny internetové kavárny jsou z nařízení vlády monitorovány.

Občanská válka v Myanmaru, stav v květnu 2025. Proti vládě bojují armády Karenů, Kačjinů, Šanů, Rakhinů a dalších etnik.

V listopadu 2015 vyhrála volby bojovnice za lidská práva a nositelka Nobelovy ceny za mír Aun Schan Su Ťij a stala se neoficiální hlavou státu. V září 2017 Su Ťij obhajovala postup myanmarské armády, která prováděla etnické čistky vůči muslimské menšině Rohingyů. Podle Su Ťij se jednalo o protiteroristickou operaci. Více než 700 000 lidí bylo nuceno utéct do sousední Bangladéše. Zpráva vyšetřovatele OSN z roku 2018 obvinila Myanmar z genocidy muslimské menšiny.

### Od vojenského převratu (2021)
Dne 1. února 2021 byla myanmarskou armádou při vojenském převratu zatčena státní poradkyně (faktická premiérka) Aun Schan Su Ťij, prezident Win Myin a někteří další politici. Nad zemí převzala kontrolu armáda v čele s generálem Min Aun Hlainem. Armáda rovněž v zemi vyhlásila výjimečný stav, který měl trvat jeden rok, ale trvá nadále. Důvodem převratu byly volby konané v listopadu 2020, kdy většinu křesel získala strana Národní liga pro demokracii premiérky Su Ťij a armáda výsledky neuznala. Od té doby probíhají v zemi demonstrace proti vojenskému převratu, které armáda brutálně potlačuje.

## Státní symboly

### Vlajka
Myanmarská vlajka  je tvořena listem o poměru stran 2:3 se třemi vodorovnými pruhy: žlutým, zeleným a červeným, s bílou pěticípou hvězdou uprostřed. Pomyslná kružnice, do které je hvězda vepsána, má průměr 6/7 šířky listu.

### Znak
Myanmarský státní znak je zároveň státní pečetí. Je tvořen červeným podkladem, na kterém je ve středu zlatá mapa země, obklopená dvěma zlatými, rýžovými stvoly se čtrnácti lístky. Okolo je tradiční, zlatá, květinová arabeska, strážená dvěma zlatými, mytickými lvy. V horní části je zlatá, pěticípá hvězda, v dolní zlatá, dvakrát přeložená stuha s názvem státu: ပြည်ထောင်စု သမ္မတ မြန်မာနိုင်ငံတော် (PYIDAUNZU THANMĂDA MYĂMA NAINNGANDAW) (česky Republika Myanmarský svaz).

## Geografie

Topografická mapa Myanmaru

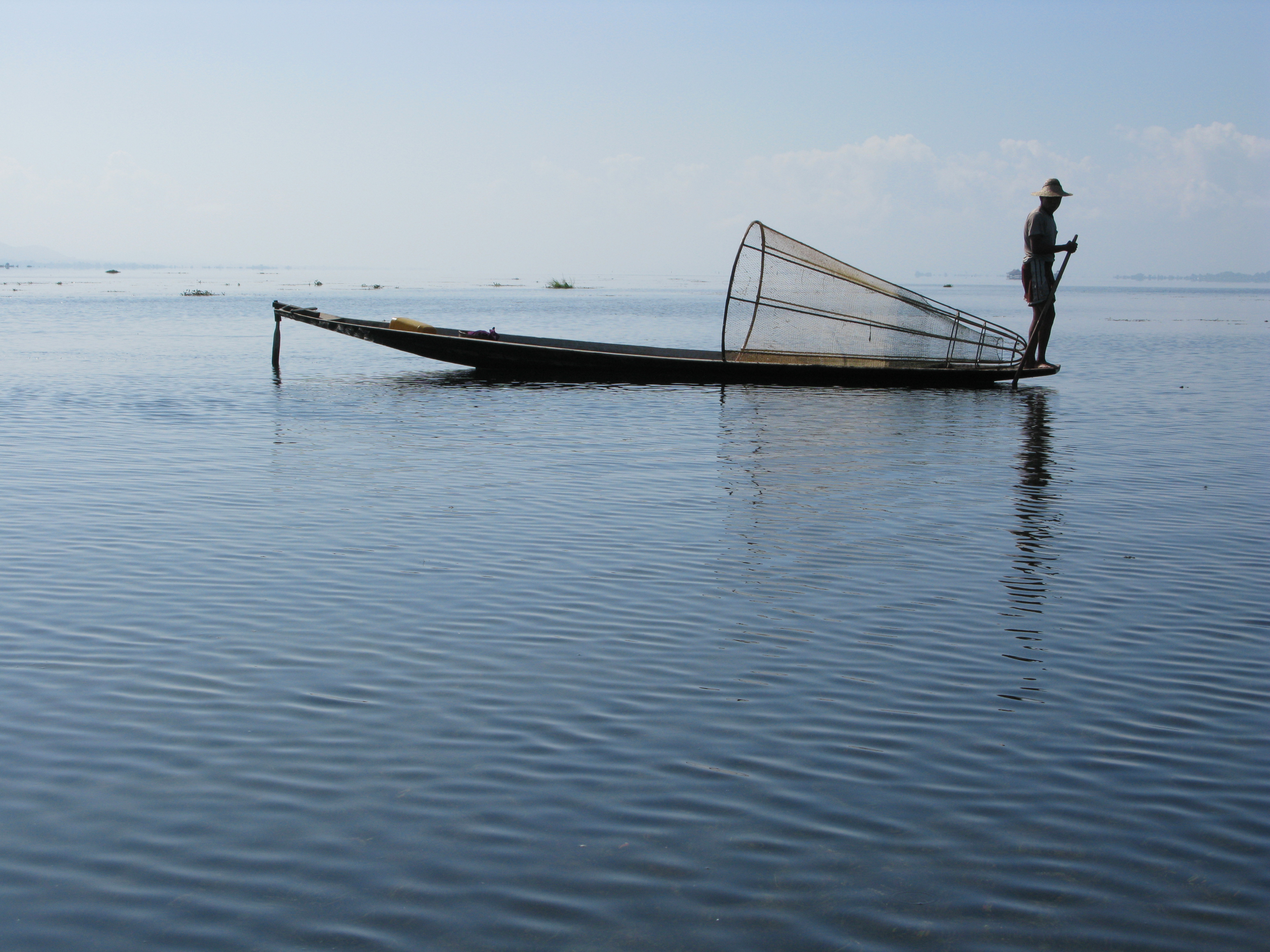
Jezero Inle

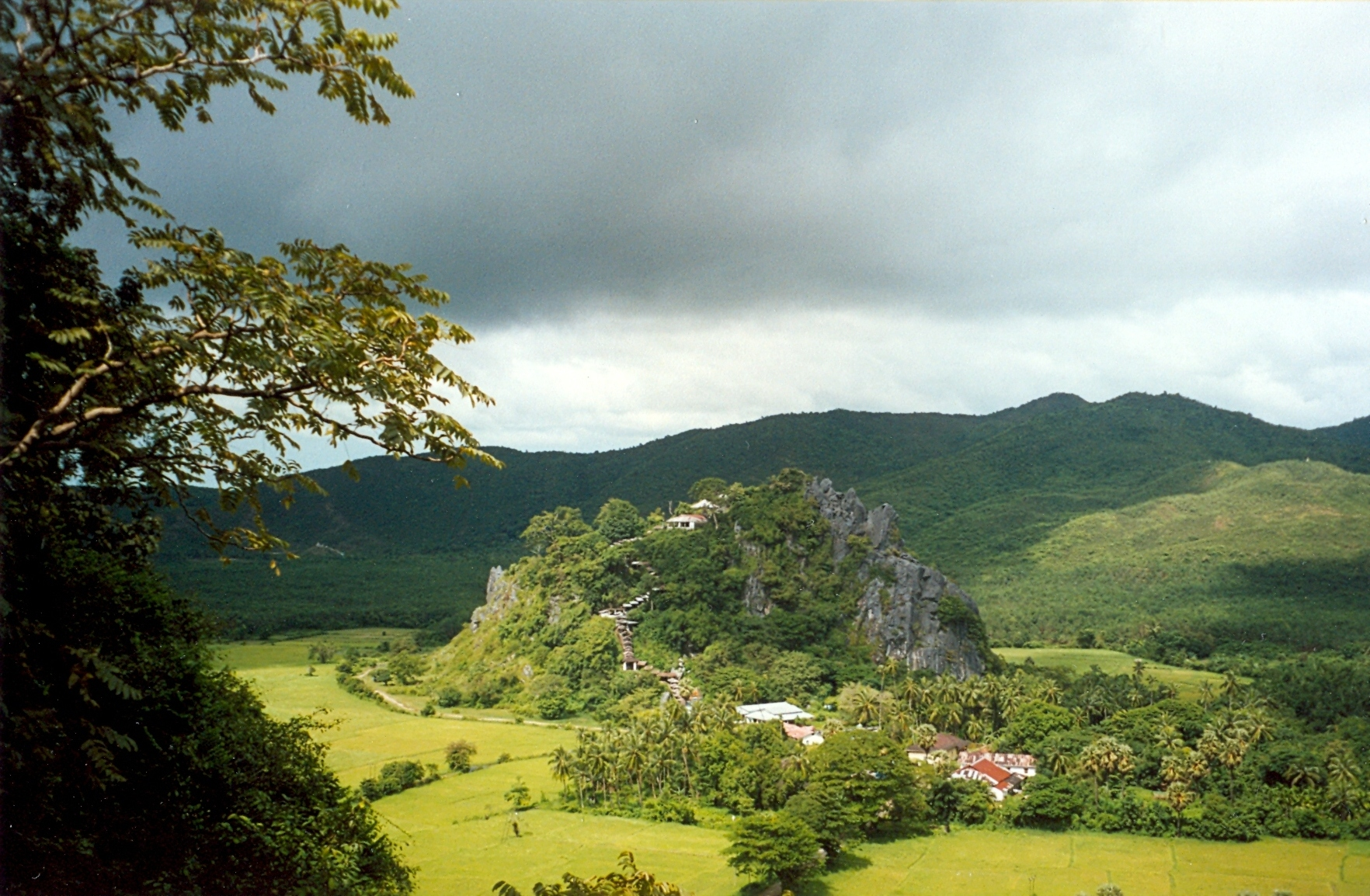
Krajina v Monském státě

Myanmar má celkovou rozlohu 676 579 km². Leží mezi 9 ° a 29 ° severní šířky a 92 ° a 102 ° východní délky. Na severozápadě sousedí  s bangladéšskou Čattagrámskou oblastí a indickými státy Mizoram, Manipur, Nágáland a Arunáčalpradéš. Na severu a severovýchodě sousedí s Tibetskou autonomní oblastí a čínskou provincií Jün-nan, celková délka čínsko-myanmarské hranice činí 2 185 km. Na jihovýchodě sousedí s Laosem a Thajskem. Na jihozápadě a jihu má Myanmar 1 930 km přilehlého pobřeží podél Bengálského zálivu a Andamanského moře, které tvoří čtvrtinu jeho celkového obvodu.
Na severu tvoří hranici s Čínou pohoří Cheng-tuan-šan. Nejvyšším bodem Myanmaru je Hkakabo Razi v Kačjinském státě s nadmořskou výškou 5 881 m. Na území Myanmaru existuje mnoho horských pásem, jako je Rakhinská Joma, Bago Joma, Šanské vrchy a Tenasserimské vrchy, které se táhnou od Himálaje směrem na sever k jihu. Horské řetězce rozdělují tři myanmarské říční systémy, kterými jsou řeky Iravádí, Salwin (Thanlwin) a Sistaun. Řeka Iravádí, nejdelší myanmarská řeka, měří téměř 2 170 km, se vlévá do Martabanského zálivu. V údolích mezi horskými řetězci se rozkládají úrodné roviny. Většina obyvatel Myanmaru žije v údolí Iravádá, které se nachází mezi Arakanskou jomou a Šanskou plošinou.
Myanmar je jednou ze seizmicky nejnáchylnějších zemí na světě.Středem země prochází severojižním směrem Sagaingský zlom mezi Indickou a Euroasijskou deskou.Bylo zde zaznamenáno mnoho malých a několik velkých zemětřesení o síle 7-8 stupňů.
Území Myanmaru leží ze dvou třetin v tropické monzunové oblasti. Každoročně se zde střídají období suchého severozápadního a teplého jihovýchodního monzunu. Suché severozápadní proudění, které přináší sušší a chladnější počasí, nastává od prosince do dubna. Teplé jihovýchodní proudění převažuje od června do září a přináší převážnou část srážek. Průměrné roční srážky v zemi se v závislosti na vzdálenosti od moře a nadmořské výšce pohybují mezi 750 až 5 000 milimetry. Přibližně polovinu celkové rozlohy Myanmaru pokrývají lesy.

### Administrativní dělení

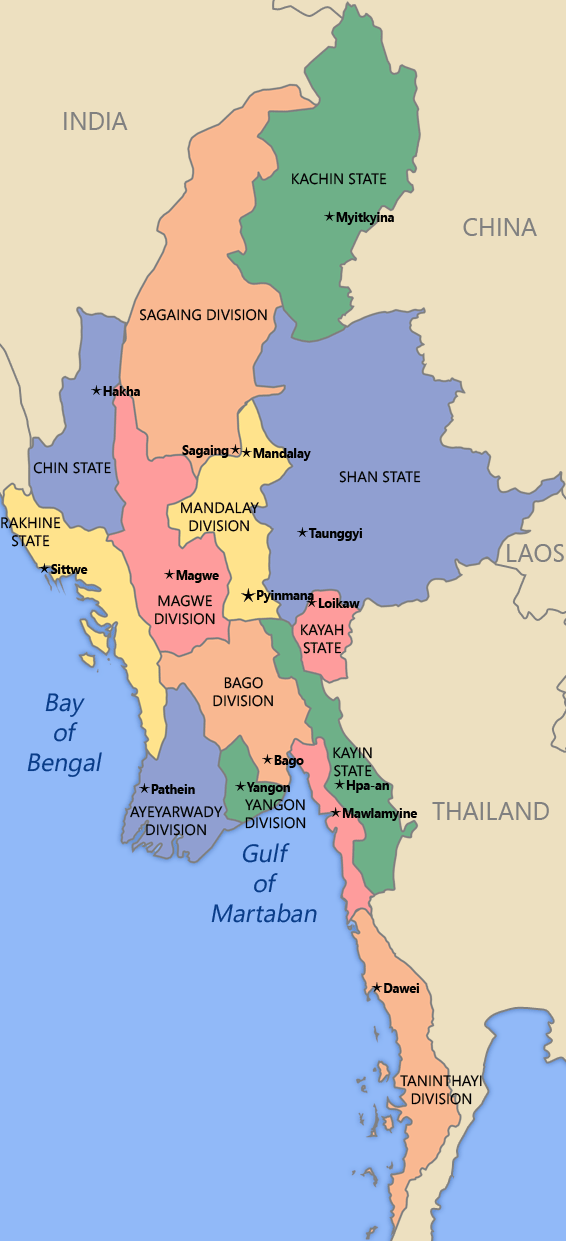
Administrativní rozdělení Barmy

Do současné doby zůstalo nezměněno správní rozdělení země, které bylo zavedeno novou ústavou roku 1974. Tehdejší Barma byla administrativně rozdělena na sedm oblastí a sedm států. V sedmi oblastech tvoří převážnou většinu Barmánci a sedm států, ležících v příhraničních oblastech Myanmaru, obývají většinově národní etnické rasy. Míra urbanizace je uváděna přes 33 %. Hlavní městem Myanmaru je od roku 2005 Neipyijto a nespadá pod správu žádného státu či regionu. Obchodní a průmyslové centrum Myanmaru ale představuje největší město Rangún s 5 miliony obyvatel. Dalšími velikými městy jsou Mandalaj, Moulmein, Basein, Pegu a Sistwei.
- Státy
  - Kačjinský stát
  - Karenský stát
  - Kajaský stát
  - Monský stát
  - Rakhinský stát
  - Šanský stát
  - Čjinský stát
- Oblasti
  - Iravadi
  - Makwei
  - Mandalaj
  - Pegu
  - Yangon
  - Sakain
  - Tanintharyi

### Paleontologie
V Myanmaru se nachází nesmírně bohatá naleziště jantaru (zkamenělé pryskyřice), obsahující velké množství unikátních nálezů z doby před 99 miliony lety (druhohory, počátek pozdní křídy). Nálezy v "barmském" jantaru pocházejí z věku cenoman a zahrnují převážně bezobratlé živočichy, ale také rostliny a obratlovce).

## Politika
- Min Aung Hlaing, předseda vlády a předseda Rady státní správy
- Soe Win, místopředseda vlády a místopředseda Státní správní rady

Podle ústavy z roku 2008 funguje Myanmar de iure jako unitární zastupitelská nezávislá republika. V únoru 2021 však byla civilní vláda vedená Aun Schan Su Ťij sesazena armádou, zvanou Tatmadaw. V únoru 2021 vyhlásila myanmarská armáda jednoroční výjimečný stav a úřadujícím prezidentem Myanmaru se stal první viceprezident Myint Swe, který předal moc vrchnímu veliteli obranných sil Min Aung Hlaingovi a ujal se funkce předsedy Rady státní správy, poté předsedy vlády. Prezident Myanmaru vystupuje jako hlava státu de iure a předseda Rady státní správy jako hlava vlády de facto.
Ústava Myanmaru, třetí od získání nezávislosti, byla vypracována vojenskými vládci a zveřejněna v září 2008. Země je řízena jako parlamentní systém s dvoukomorovým zákonodárným sborem (s výkonným prezidentem odpovědným zákonodárnému sboru), přičemž 25 % zákonodárců jmenuje armáda a zbytek je volen ve všeobecných volbách.
Zákonodárný sbor, nazývaný Shromáždění Unie, je dvoukomorový a skládá se ze dvou komor: Horní sněmovna národností má 224 křesel a dolní sněmovna reprezentantů 440 křesel. Horní komoru tvoří 168 členů, kteří jsou voleni přímo, a 56 členů, kteří jsou jmenováni barmskými ozbrojenými silami. Dolní sněmovna se skládá z 330 členů, kteří jsou voleni přímo, a 110 členů, kteří jsou jmenováni ozbrojenými silami. 

### Zahraniční vztahy

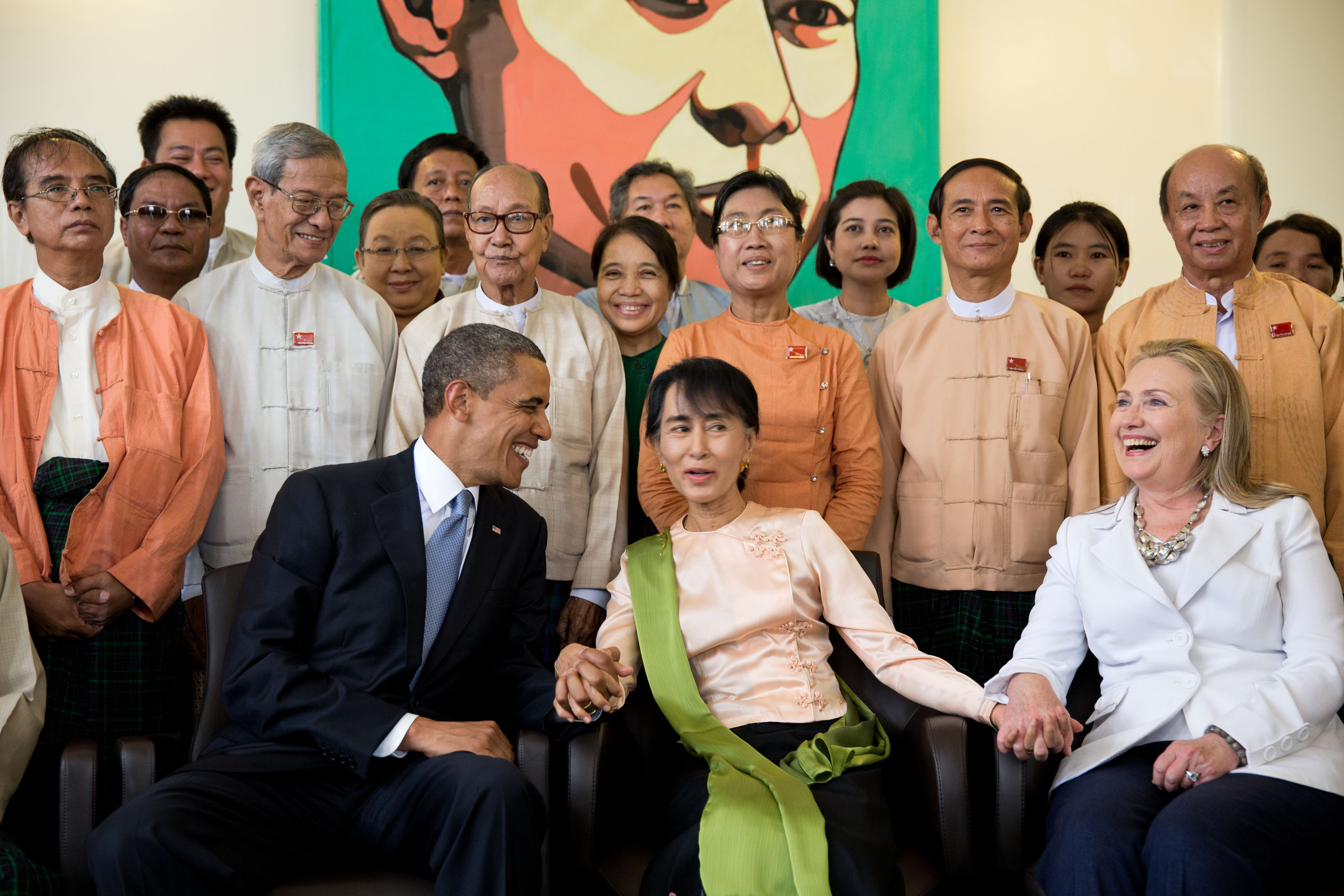
Americký prezident Obama s bojovnicí za lidská práva Aun Schan Su Ťij v jejím domě v Rangúnu

V červenci 2012 se při své návštěvě Myanmaru setkal s opoziční vůdkyní Aun Schan Su Ťij český ministr zahraničí Karel Schwarzenberg a předal jí růži z hrobu Václava Havla.
Faktická šéfka myanmarské vlády Aun Schan Su Ťij navštívila počátkem června 2019 Prahu, kde se setkala s premiérem Babišem, prezidentem Zemanem a ministrem zahraničí Petříčkem, se kterými mluvila o posílení ekonomické spolupráce mezi Myanmarem a Českou republikou. S ohledem na probíhající genocidu muslimské menšiny v Myanmaru kritizoval návštěvu jako nevhodnou ředitel Centra studií genocid Terezín Šimon Krbec.

## Ekonomika

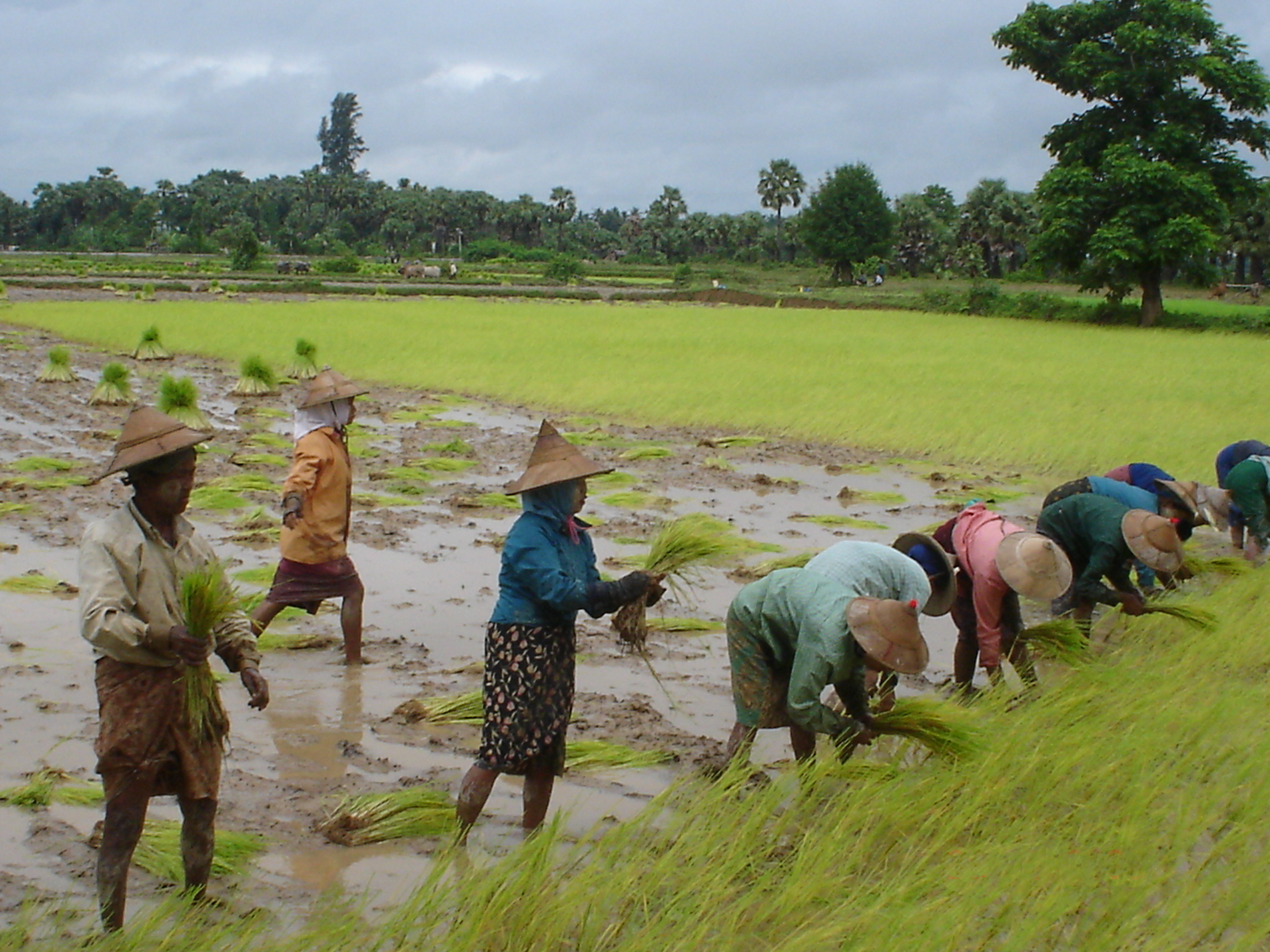
Práce na rýžovém poli

Ekonomika Myanmaru je v přepočtu k hrubému domácímu produktu na obyvatele jedna z nejslabších v celém regionu. Velice se na tom podepsala vládní politika od dosažení nezávislosti v roce 1948, protože pod britskou správou to byla druhá nejbohatší země v jihovýchodní Asii. Po roce 1948 premiér U Nu vyhlásil politiku znárodňování a stát byl prohlášen vlastníkem veškeré půdy. Byly také vyhlášeny osmiletky. V 50. letech se export rýže propadl o dvě třetiny a export minerálů o 96% ve srovnání s předchozí úrovní. Plány byly částečně financovány tištěním peněz, což vedlo k inflaci. Po puči v roce 1962 byl vyhlášen program Barmské cesty k socialismu, který znárodnil všechny sektory s výjimkou zemědělství. Tento program skončil katastrofou a zemi zcela ekonomicky zbídačil. V roce 1987 byla Barma zařazena mezi nejméně rozvinuté země světa. Ještě v roce 2009 byl Myanmar hodnocen společně se Severní Koreou jako nejméně svobodná ekonomika v Asii.

### Od roku 2011
Od roku 2011 nicméně civilní vláda Theina Seina provádí některé liberalizační ekonomické a politické reformy, v důsledku čehož se zvýšily zahraniční investice a byly zrušeny mezinárodní sankce. V současnosti je Myanmar rozvíjející se ekonomika, která měla v roce 2017 nominální HDP 69,322 miliardy amerických dolarů a odhadované HDP 327,629 miliardy dolarů upravené podle kupní síly v roce 2017 podle Světové banky. Mezinárodní měnový fond k roku 2020 označil ekonomiku Myanmaru za 55. největší na světě, což zhruba odpovídá velikosti ekonomiky Řecka nebo Finska. Podle zprávy vydané institutem McKinsey Global ze 30. května 2013 se ekonomika Myanmaru může do roku 2030 zčtyřnásobit, pokud bude investovat do správných odvětví. Dalším nutným předpokladem však je, že vývoj nenaruší problémy s drogami, nebo pokračující válka vlády s některými etnickými skupinami.
Národní měnou je kyat. Od reforem Thein Seina však funguje duální směnný systém podobný Kubě: tržní sazba byla zhruba dvěstěkrát nižší než sazba stanovená vládou v roce 2006. Systém duálního směnného kurzu umožňuje vládě a státním podnikům odklonit prostředky a příjmy, ale také dává vládě větší kontrolu nad místní ekonomikou a dočasně potlačuje inflaci, která v roce 2007 dosahovala 30 procent a podkopávala možnost růstu. Hlavními ekonomickými partnery země jsou Čína a Indie. Zahraniční investice pocházejí především z Čínské lidové republiky, Singapuru, Jižní Koreje, Indie a Thajska. Po dokončení hlubokomořského přístavu Dawei v hodnotě 58 miliard dolarů se očekává, že Barma bude hlavním článkem obchodně spojujícím jihovýchodní Asii a Jihočínské moře přes Andamanské moře s Indickým oceánem a bude přijímat zboží ze zemí na Středním východě, v Evropě a Africe a urychlí se růst v regionu ASEAN.

### Průmysl a zemědělství
V současnosti výrazněji převládá zemědělství nad průmyslovou výrobou. Nejvýznamnější zemědělskou oblastí země je delta řeky Iravádí, kde převažuje pěstitelství rýže, která pokrývá přibližně 60 % celkové plochy obdělávané půdy. V nížinných centrální částech země se pěstuje i cukrová třtina, bavlna, proso, sezam, podzemnice olejná, kukuřice a tabák. V nejjižnějších přímořských oblastech rostou různé druhy tropického ovoce. Myanmar je také druhým největším světovým producentem opia, což představuje 25 % celé světové produkce a je hlavním zdrojem nelegálních drog včetně amfetaminů. Zákazy opia jsou realizovány od roku 2002 poté, co mezinárodní tlak přestal působit na zemědělce původně pěstující mák bez trvale udržitelných zdrojů příjmu v regionech Kokang a Wa. Příjem těchto bývalých producentů opia nyní závisí na příležitostných pracích.
Významná je také těžba některých nerostných surovin, drahokamů a tropického dřeva. Z nerostných surovin to je především ropa, zemní plyn a rudy cínu, zinku, niklu, wolframu a olova, z drahokamů a polodrahokamů pak rubíny a jadeity. 90 % světových rubínů pochází právě z Myanmaru. Z tropických dřev se těží zejména teak.
Nejvíce rozvíjejícím se průmyslem od reforem z roku 2011 je textilní. V březnu 2012 oznámilo šest největších thajských výrobců oděvů, že přesunou výrobu do Barmy, hlavně do oblasti Rangúnu kvůli nižším mzdovým nákladům. V polovině roku 2015 bylo známo, že přibližně 55 % oficiálně registrovaných oděvních firem v Myanmaru je plně nebo částečně vlastněno zahraničními podniky, přičemž přibližně 25 % zahraničních firem pochází z Číny a 17 % z Hongkongu. Podniky se zahraniční účastí se podílejí na téměř celém vývozu oděvů a zejména po zrušení sankcí EU v roce 2012 tento vývoz prudce roste. Myanmar v roce 2016 vyvezl oděvy a textil v hodnotě 1,6 miliardy dolarů.

### Doprava a energetika
Železnice jsou zastaralé a pocházejí z konce 19. století. Od té doby došlo jen k několika opravám. V současné době poskytuje Myanmaru pomoc při modernizaci železniční dopravy Čína a Japonsko. Dálnice jsou obvykle zpevněné, výjimku tvoří odlehlé pohraniční regiony. Nedostatek energie je běžný v celé zemi včetně Rangúnu. Asi 30 procent obyvatel země je bez elektřiny, přičemž 70 procent lidí žije ve venkovských oblastech. Civilní vláda uvedla, že k uspokojení poptávky po elektřině bude dovážena ze sousedního Laosu.

### Měna
Současná oficiální měna je myanmarský kyat (MMK); dělí se na 100 pyas (menší hodnoty než kyat se ale vyskytují jen vzácně). Poprvé byl burmský kyat zaveden v roce 1859, v historii byl střídán indickou rupií. Moderní kyat je vydáván od roku 1991 (mince) a 1994 (bankovky). V současnosti se v Myanmaru mince nevyskytují, bankovkou s nejnižší hodnotou je 50 MMK (2022).

## Obyvatelstvo

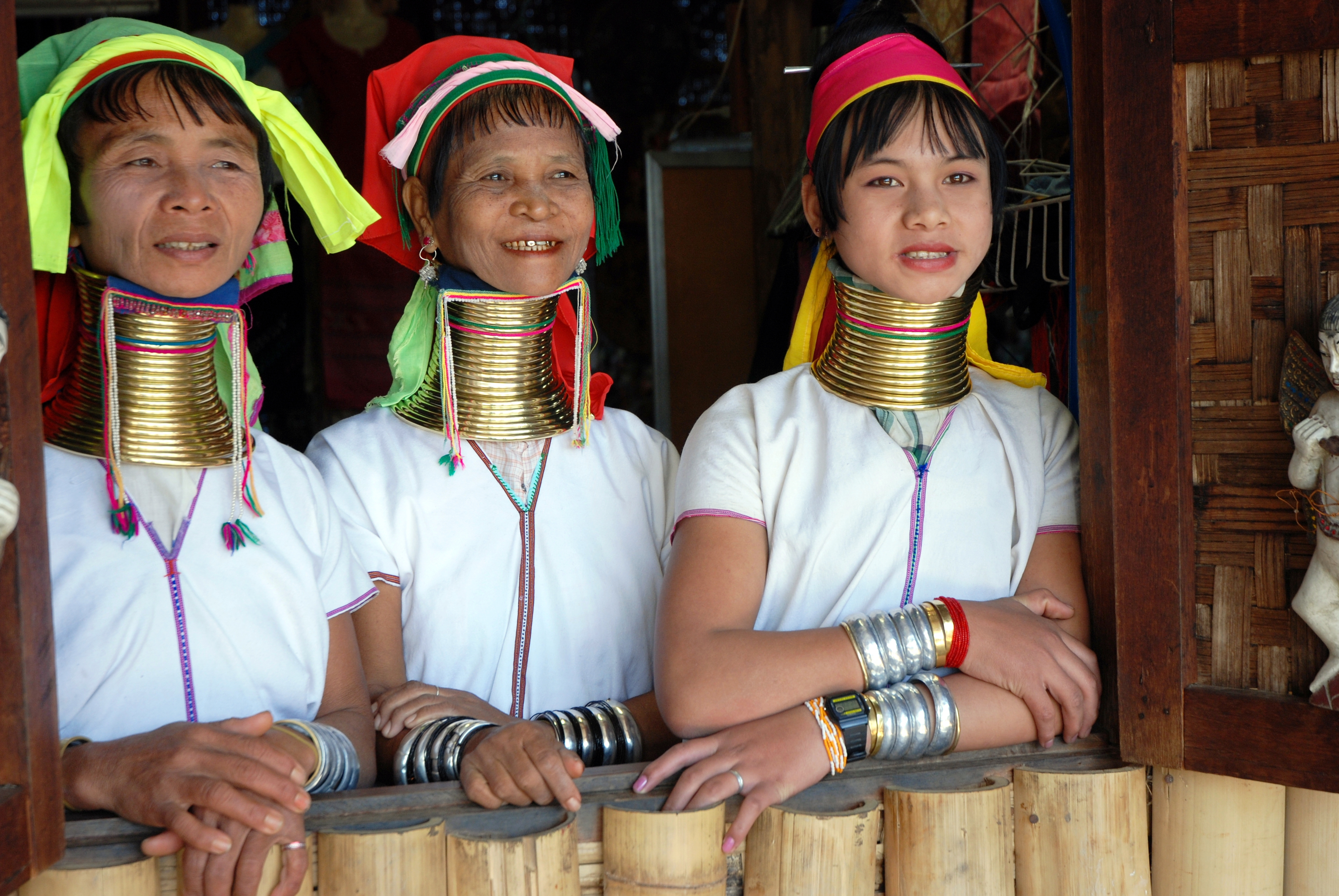
Ženy z etnické skupiny Kayanů

Podle předběžných výsledků sčítání lidu v Myanmaru z roku 2024 činil celkový počet obyvatel 51,3 milionu. Toto číslo nezahrnuje údaje z regionů kontrolovaných etnickými ozbrojenými silami a prodemokratickými guerillami. Jde tak o pokles oproti 51,4 milionu v roce 2014, kdy tento údaj zahrnoval odhadem 1,2 milionu osob v částech severního Arakanského státu, Kačjinského státu a Karenského státu, které nebyly oficiálně sečteny. Osoby, které byly v době sčítání lidu mimo zemi, nebyly také v těchto údajích zahrnuty. V Thajsku bylo registrováno více než 600 000 migrujících pracovníků z Myanmaru a další miliony pracují nelegálně. Barmští občané tvoří 80 % všech migrujících pracovníků v Thajsku. Na počátku 20. století žilo v Barmě přibližně 10 milionů obyvatel. Hustota zalidnění země je 76 obyvatel na km², což je jedna z nejnižších hodnot v jihovýchodní Asii.
Míra porodnosti v Myanmaru v roce 2024 činila 1,97, což je mírně pod úrovní reprodukce a nízká hodnota ve srovnání se zeměmi jihovýchodní Asie s podobnou ekonomickou úrovní. Do roku 2000 došlo k výraznému poklesu porodnosti, a to z hodnoty 4,7 dítěte na ženu v roce 1983 na 2,4 v roce 2001, a to i přes absenci jakékoli státní populační politiky. Míra porodnosti je zároveň mnohem nižší v městských oblastech.
Podíl obyvatel Myanmaru ve věku do 15 let činí 24 % populace, ve věku 65 a více jen 7 % (odhad za rok 2024). Věkový medián je 30,8 let (odhad 2024), ve městech žije 32 % obyvatel a střední délka života při narození (naděje dožití při narození) 70,3 let (68,5 u mužů a 72,1 u žen; odhady z roku 2024), gramotnost dosahuje 89 % (92 % muži a 89 % ženy; údaje k roku 2019).

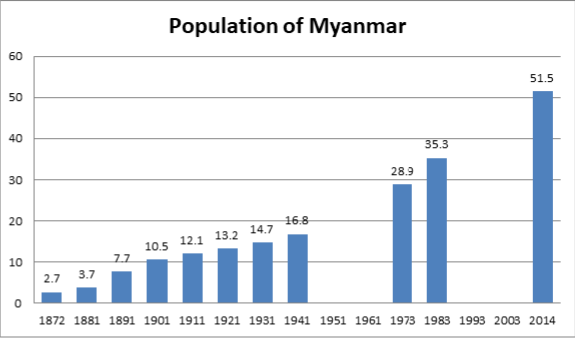
Růst počtu obyvatel země podle sčítání lidu (v milionech)

Antropologicky patří obyvatelstvo Myanmaru z 98% k mongolskému typu. V současné době junta v Myanmaru oficiálně uznává 135 etnických skupin. Osm z těchto 135 etnických skupin tvoří hlavní národnosti označované také jako tzv. „národní etnické rasy“. Za národní etnické rasy jsou považováni Barmánci, Šanové, Kačjinové, Čjinové, Rakhinové, Karenové, Monové a Kajaové. Z celkového počtu obyvatel země představují Barmánci asi 68 %, Šanové 9 %, Karenové 7 %, Rakhinové 4 %, Čjinové 2 %, Monové 2 % a Kačjinové 1,5 %. Zbylou část obyvatel tvoří menší etnické skupiny. Indové tvoří asi 2 % a Číňané 3 % z celkového počtu obyvatel, ale mezi samostatné etnické skupiny se neřadí a jsou oficiálně pokládáni za nepůvodní a naturalizovaná etnika.

### Jazyky
Úředním a zároveň nejrozšířenějším jazykem v zemi je barmština, která je mateřským jazykem přibližně pro 60 % populace. Největší etnické skupiny hovoří vlastními jazyky, které se dále rozvětvují v řadu dialektů. Barmánci, Karenové, Šanové a Monové používají písmo založené na slabičném písmu indického původu. Kačjinové a Čjinové píší latinkou. Mnohé dialekty vlastní písmo nemají. Míra gramotnosti je odhadována asi na 80–90 %.

### Náboženství
| Náboženství v Myanmaruu (Pew Research) | Náboženství v Myanmaruu (Pew Research) | Náboženství v Myanmaruu (Pew Research) | Náboženství v Myanmaruu (Pew Research) | Náboženství v Myanmaruu (Pew Research) |
| -------------------------------------- | -------------------------------------- | -------------------------------------- | -------------------------------------- | -------------------------------------- |
|                                        |                                        |                                        |                                        |                                        |
| Buddhismus                             | Buddhismus                             |                                        | 80 %                                   | 80 %                                   |
| Křesťanství                            | Křesťanství                            |                                        | 7 %                                    | 7 %                                    |
| Lidová náboženství                     | Lidová náboženství                     |                                        | 6 %                                    | 6 %                                    |
| Islám                                  | Islám                                  |                                        | 4 %                                    | 4 %                                    |
| Hinduismus                             | Hinduismus                             |                                        | 2 %                                    | 2 %                                    |
| Ostatní                                | Ostatní                                |                                        | 1 %                                    | 1 %                                    |

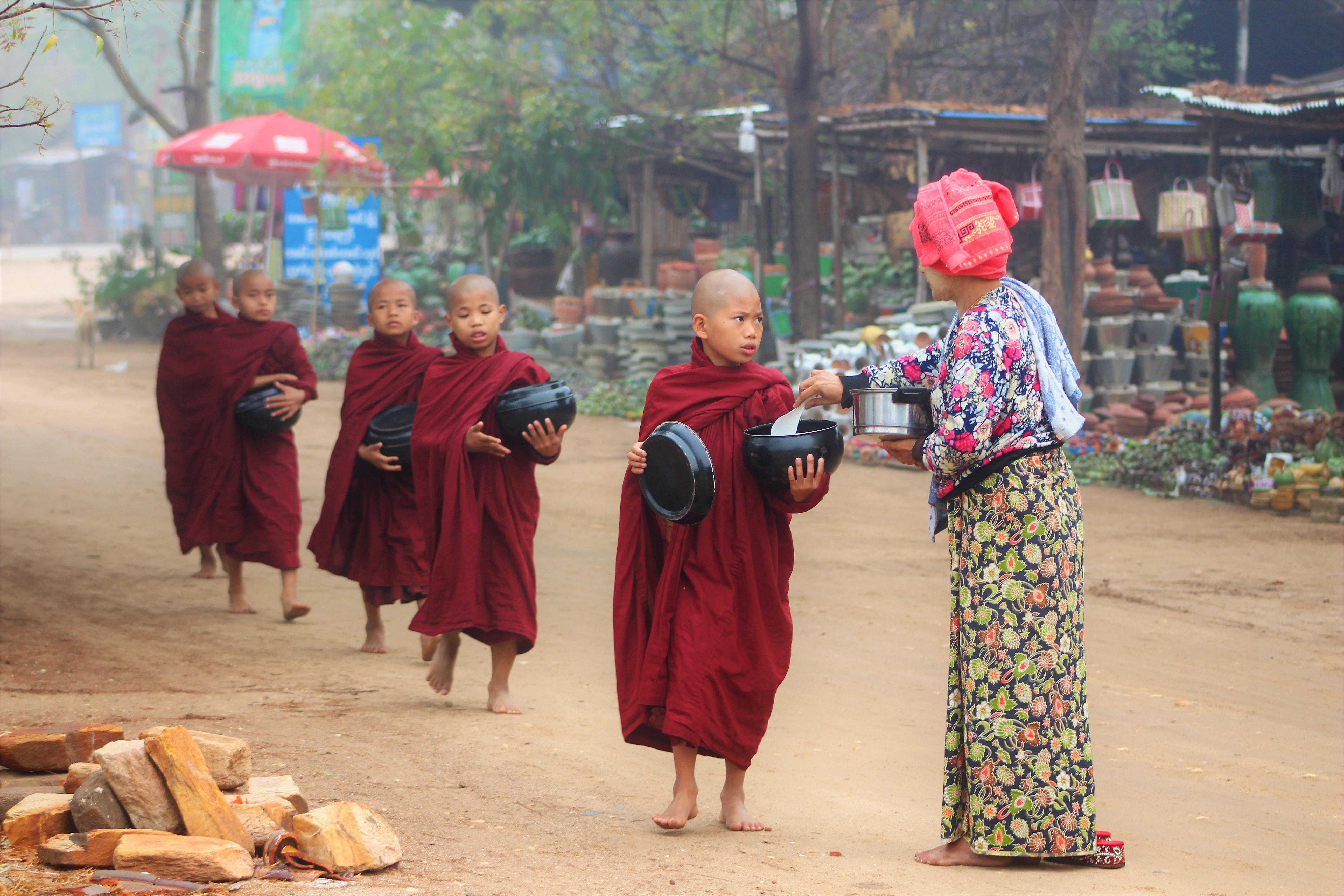
Je zvykem, že každý chlapec z buddhistické rodiny stráví nějaký čas v klášteře

Nejrozšířenějším a převažujícím náboženstvím v Myanmaru je théravádský buddhismus, který vyznává 80-89 % populace. Z hlediska počtu buddhistických mnichů a výdajů na náboženství je Myanmar nejbuddhističtější země. Mniši jsou váženými členy myanmarské společnosti.
Nejstarším náboženstvím uznávaným na území Myanmaru je hinduismus, ke kterému se v dnešní době hlásí zhruba 2 % populace.
Během 19. a 20. století Britští kolonisté odvedli miliony indických hinduistů na práci v Barmě, kde pracovali především na plantážích a v dolech, ale prosadili se také v obchodě.
Po vyhlášení nezávislosti na Británii xenofobní politika hlavy státu Nei Wina vykázala ze země mezi léty 1963 a 1967 na
300 000 myanmarských etnických obyvatel a přibližně 100 000 čínských obyvatel.
Indická politika podporující demokratické protesty v Myanmaru zvýšila perzekuci hinduistů a vedla k podpoře Myanmaru zbývajících skupin rebelů, kteří se usídlili v severovýchodní Indii.
Situace se mění od roku 1990, kdy otevření se myanmarského trhu a navázání nových ekonomických vztahů vede k větší toleranci hinduistů a menších náboženských skupin.
Ke křesťanství se podle výzkumu hlásí 4-7 % obyvatelstva. Čtyři pětiny jsou protestanti, zbylá jedna pětina je tvořena katolíky.
Křesťané čelí náboženským perzekucím a je pro ně velmi těžké až nemožné navázat pracovní poměr v armádě, či státní správě, což je v Myanmaru hlavní cesta k úspěchu ve společnosti. V jihovýchodní části země docházelo k vypalování křesťanských kostelů.
Dle sčítání lidu provedeného vládou Myanmaru islám na území země vyznávají 4 % populace. Výzkumy Spojených států amerických uvádí, že na území Myanmaru žije až 10 % muslimské populace. Většina muslimů jsou sunnité a žijí v malých komunitách napříč celou zemí. Indičtí muslimové se soustřeďují hlavně ve městě Rangún. Nejvýraznější muslimskou menšinou jsou tzv. Rohingyové, hlavně na severu východního státu Rakhin, kde od roku 1940 bojovali za vlastní stát. Tyto boje jsou známé pod pojmem Rohingyjský konflikt.
Od vyhlášení nezávislosti vláda neposkytuje občanství Rohingyjským muslimům, zároveň byla na jejich menšinu vyhlášena perzekuce, což přinutilo velkou část Rohingyů prchnout do Bangladéše nebo jiných muslimských zemí. Muslimové jsou často oběťmi etnického násilí ze strany většinových buddhistů. Ve volbách v roce 2015 většina muslimů nemohla volit ani kandidovat.
Z původních tisíců obyvatel vyznávajících judaismus zbylo posledních 20 obyvatel, kteří sídlí v největším městě Myanmaru Rangún, v blízkosti jediné synagogy v celé zemi. Odchod židů způsobila druhá světová válka.
Zbylá procenta věřících tvoří menšiny vyznávající tradiční východoasijská či animistická náboženství.

## Kultura

### Myanmarská kuchyně
Myanmarská kuchyně, též barmská kuchyně byla ovlivněna kuchyněmi jižní Asie, jihovýchodní Asie a východní Asie (čínskou kuchyní, thajskou kuchyní, indickou kuchyní a dalšími), ale i přesto existuje mnoho specialit typických jen pro Myanmar. Základní potravinou je rýže, mezi další používané suroviny patří nudle, indický chléb, vejce, maso, palmový cukr, tropické ovoce, tofu, ngapi (krevetová pasta) nebo laphet (nakládané čajové lístky). Jako ochrana před brouky nebo mikrobi se často v myanmarských pokrmech používá olej. Myanmarskou kuchyni shrnuje pořekadlo: „Ze všeho ovoce je nejlepší mango, ze všeho masa vepřové a ze všeho listí laphet.“
V Myanmaru žije mnoho buddhistů, kteří vůbec nejedí maso, někteří v období dešťů jedí v rámci půstu pouze čerstvou zeleninu a ovoce.
Typická myanmarská jídla bývají kyselá a slaná, ale i pikantní (ale ne tolik jako například thajská jídla). Typicky se připravují různé saláty, nudlové pokrmy nebo polévky.